# Rhododendron arboreum
Rhododendron arboreum é uma espécie de planta com flor pertencente à família Ericaceae e encontrada na Ásia. É a flor nacional do Nepal.